# Королівська академія живопису і скульптури
Королівська академія живопису та скульптури (фр. Académie royale de peinture et de sculpture) — мистецька установа, заснована в 1648 році в Парижі, здійснювала педагогічну та теоретичну діяльність до 1793 року. Це був головний мистецький заклад Дореволюційної Франції, до його закриття в 1793 році.